# Кушниково (Старицький район)
Кушниково (рос. Кушниково) — присілок в Старицькому районі Тверської області Російської Федерації.
Населення становить 6 осіб. Входить до складу муніципального утворення сільське поселення станція Стариця.

## Історія
Від 2005 року входить до складу муніципального утворення сільське поселення станція Стариця. Раніше населений пункт належав до Максимовського сільського округу.

## Населення
| 2008 | 2010 |
| ---- | ---- |
| 4    | ↗6   |